# Hymnes delphiques

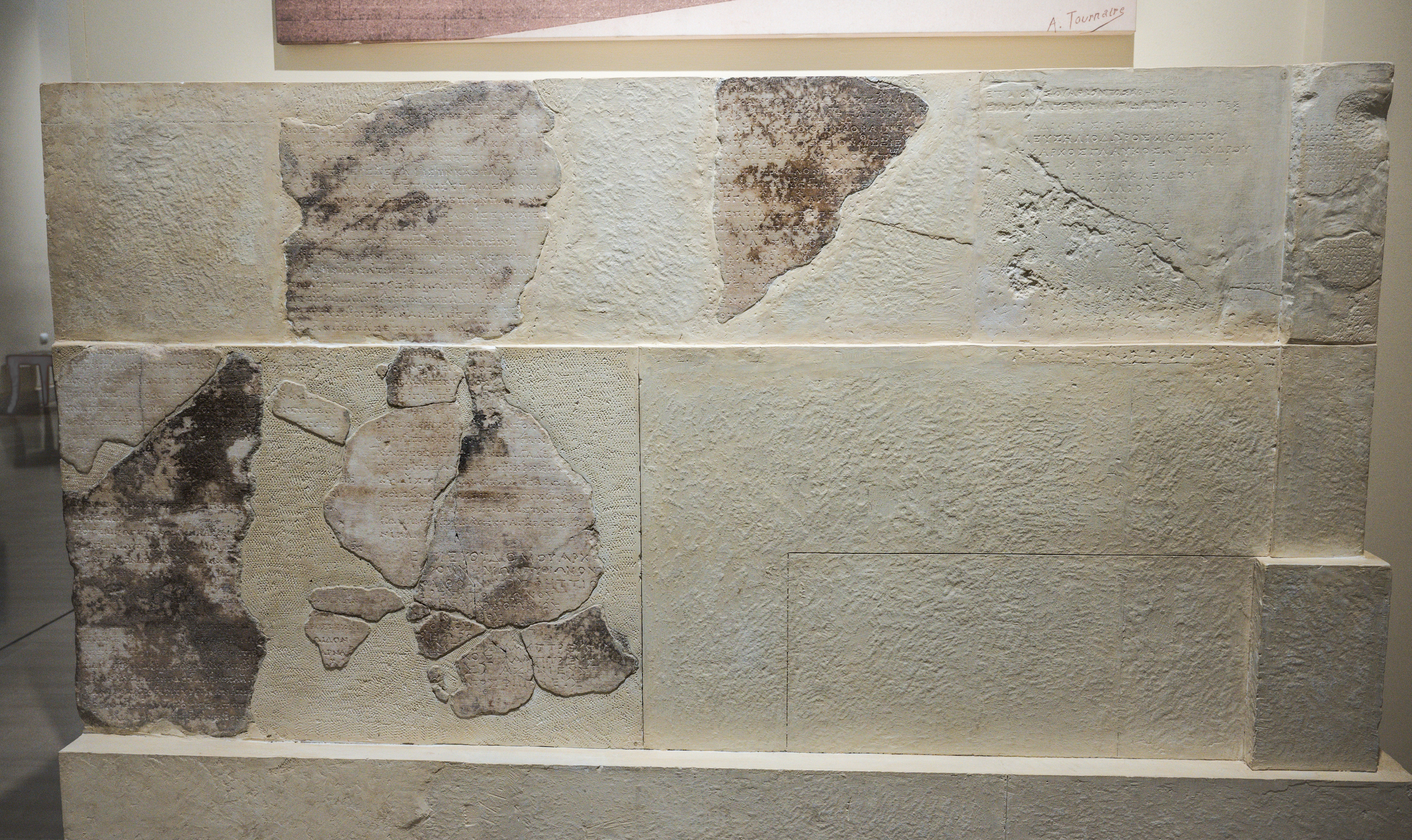
Fragments du mur sud du trésor des Athéniens, supportant les inscriptions des deux hymnes à Apollon. Musée archéologique de Delphes.

Les Hymnes delphiques sont deux compositions musicales de la Grèce antique dédiées à Apollon, découvertes en 1893 sur des fragments du mur sud du trésor des Athéniens, à Delphes. Ils ont longtemps été considérés comme datés d'environ 138 av. J.-C. et 128 av. J.-C. respectivement, mais une étude récente a montré qu'ils avaient probablement tous deux été écrits pour être joués aux Pythaïdes athéniennes de 128 av. J.-C..
S'il s'avère qu'il précède le second de dix ans, le premier Hymne delphique se trouve être sans ambiguïté le premier exemple survivant de musique notée dans le monde occidental dont le compositeur est connu par son nom. Les inscriptions indiquent que le premier Hymne delphique a été écrit par Athénaios, fils d'Athénaios, tandis que Liménios (en) est crédité comme compositeur du second Hymne delphique.

## Historique
Les deux Hymnes delphiques, adressés à Apollon, ont été trouvés inscrits sur des fragments de marbre du mur extérieur sud du trésor des Athéniens à Delphes, en 1893, par l'archéologue français Théophile Homolle, tandis qu'Henri Weil a restauré le texte grec et Théodore Reinach a transcrit la musique en notation moderne,. La reconstruction des fragments a été facilitée par le fait que le premier hymne utilise la notation vocale, et le second la notation instrumentale. On a longtemps cru que tout ce que l'on pouvait dire du compositeur du Premier Hymne était qu'il avait été écrit par un Athénien, vers 138 av. J.-C., étant donné que l'en-tête de l'inscription donnant le nom du compositeur se trouve endommagé et peu lisible. Cependant, une lecture attentive de cette inscription montre qu'il ne s'agit pas de l'ethnie « Athēnaios » (d'Athènes), mais plutôt des noms Athénaios Athénaiou (Athēnaios fils d'Athēnaios) en tant que compositeur,. Le second Hymne delphique a été daté précisément de 128 av. J.-C. : évidemment, il a été joué pour la première fois la même année. Le nom du compositeur a également survécu, à la fois dans le titre de l'hymne et dans une inscription séparée : Limēnios, fils de Thoinos, Athénien. L'occasion de l'exécution des deux hymnes était une Pythaïde, procession religieuse spéciale des Athéniens vers Delphes, tenue en des occasions spécifiques, généralement après certaines prédictions.

## PremierHymne delphique

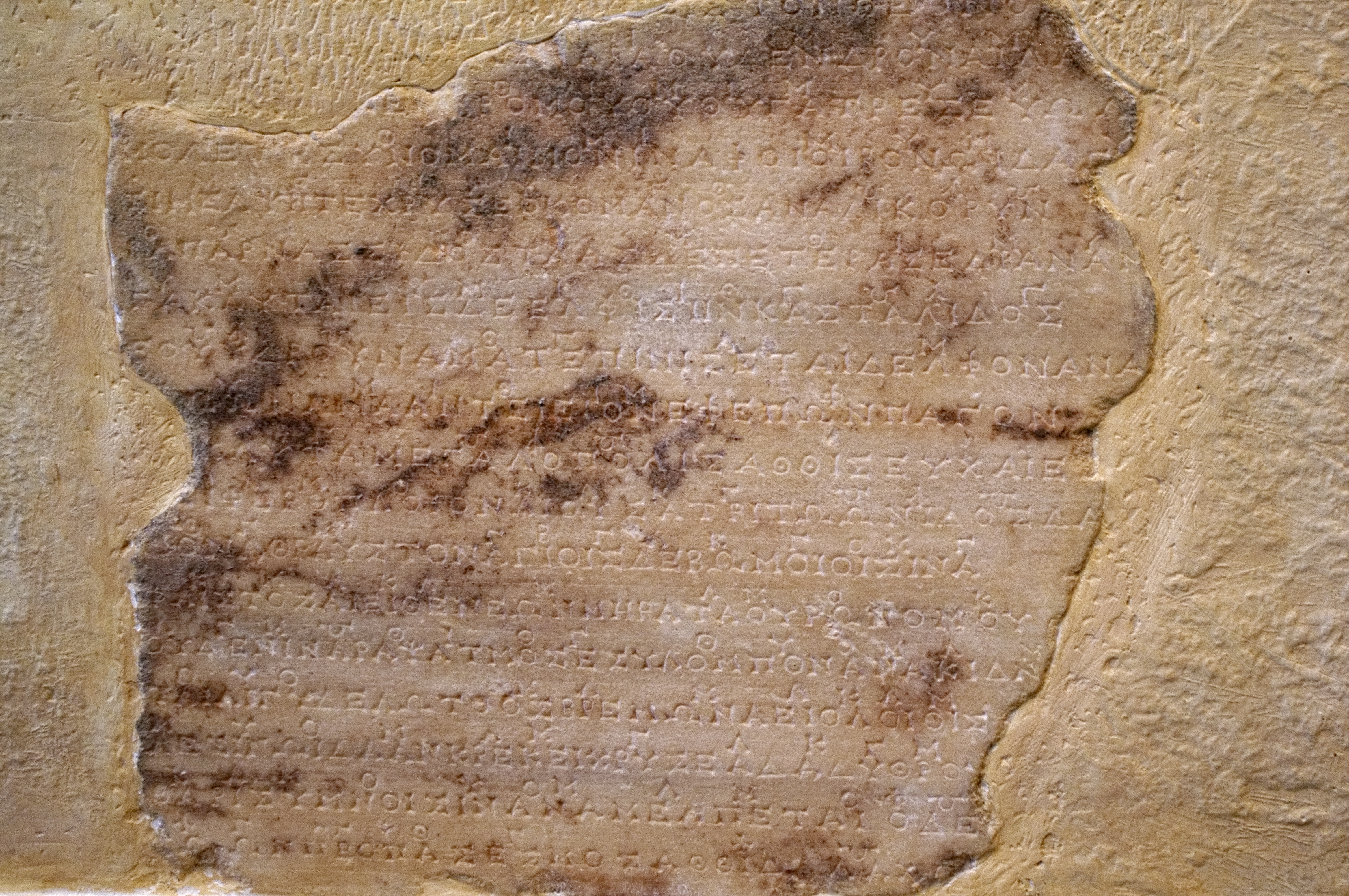
Premier Hymne delphique, 1er et 2e couplet.

Les deux hymnes sont monophoniques (constitués d'une seule ligne mélodique), mais se différencient par leur notation. Le premier hymne est en notation dite vocale et il est dans le mètre crétique (quintuple) tout au long.
Le premier Hymne delphique se divise en deux grandes parties, un péan (lignes 1 à 27), en trois vers, et ce qu'on pourrait appeler un hyporchème (en) ou une danse (lignes 27 à 34). Cependant, presque toute la dernière partie est perdue.

### Premier couplet
L'image ci-dessous montre le premier couplet de l'hymne dans la transcription conventionnelle. Les lettres au-dessus des mots représentent les notes de musique. Divers enregistrements modernes peuvent être trouvés dans les Liens externes (voir ci-dessous).

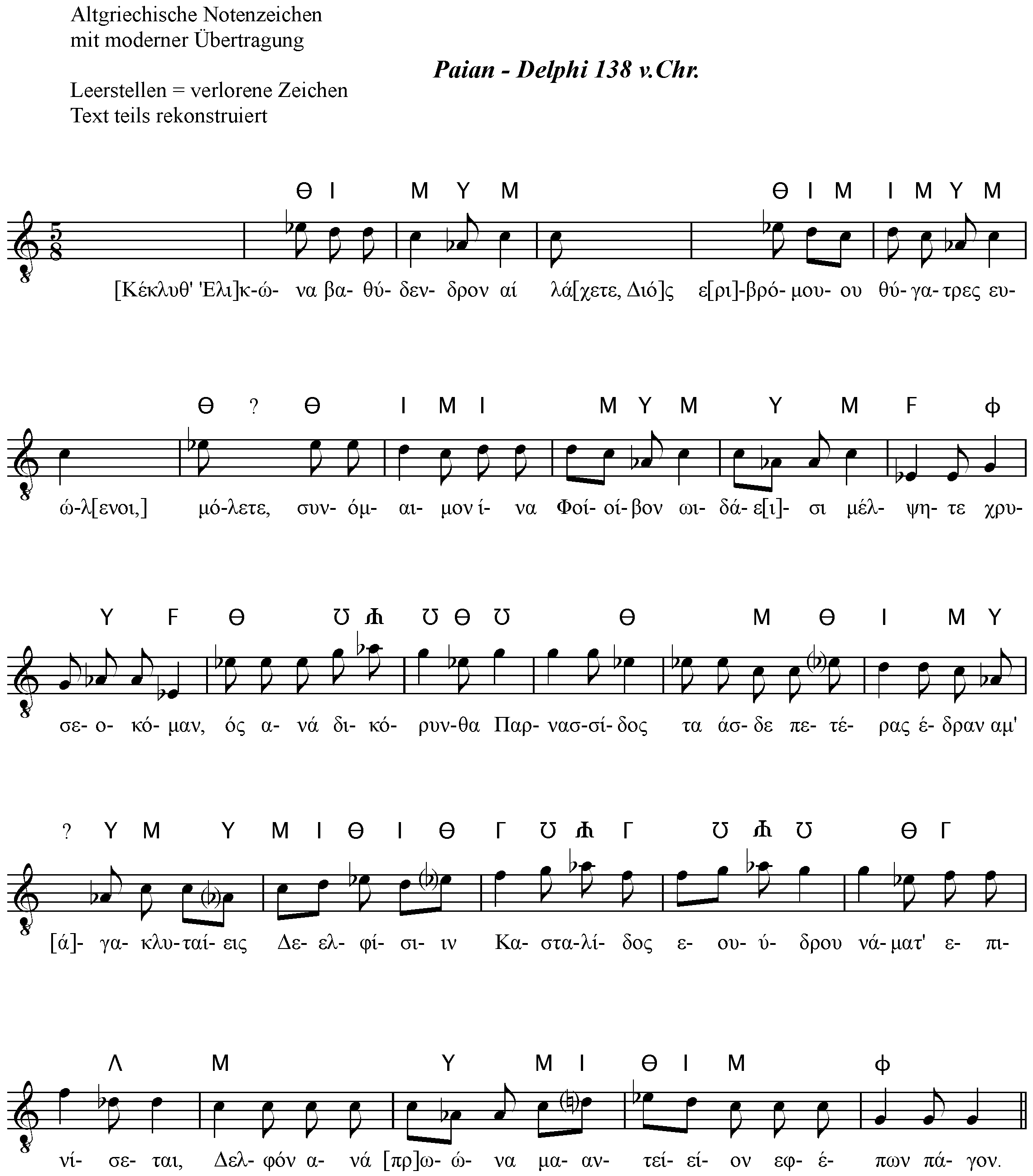
Première strophe du premier Hymne delphique. Le ton de la transcription est conventionnel ; en performance, la hauteur aurait probablement été inférieure d'environ une tierce mineure.

Dans ce couplet, les chanteurs appellent les Muses (déesses de la musique et de la danse) à quitter leur sejour sur le mont Hélicon et à se joindre au chant en l'honneur d'Apollon. Cette partie a été traduite par Armand D'Angour comme suit :
« Écoutez, vous dont le domaine est l'Hélicon profondément boisé, les filles aux armes blondes de Zeus qui tonnent fort : venez avec des chansons pour célébrer votre frère Phoebus aux cheveux d'or, qui sur les sommets jumeaux de cette montagne, le Parnasse, accompagné du lointain, célèbres jeunes filles delphiques, vient aux ruisseaux de la source coulante de Castalie alors qu'il visite son oracle de montagne. »
Dix notes différentes en tout sont utilisées dans ce premier couplet. La quatrième note à partir du bas (écrite Μ (mu) dans l'alphabet grec) ou la note C dans la transcription moderne conventionnelle — est la note dite mesē (note centrale), à laquelle la musique revient le plus souvent. Il a été dit que la musique avec cette mesē était dans le mode phrygien. Il y a plus de notes au-dessus de la mesē qu'en dessous. F et B♭ sous la mesē ne sont pas utilisés, et la note la plus basse, ici E♭, n'est utilisée que dans la première section de l'hymne. La note immédiatement au-dessus de la mesē D♭ (écrit Λ "lambda" en grec) n'apparaît qu'à un endroit de la première section, à la mesure 24, mais est beaucoup plus largement utilisée dans le 2e couplet.

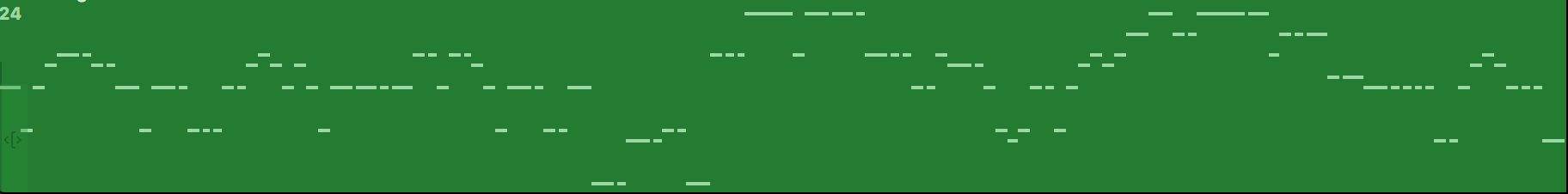
Le modèle de la musique dans la première section du premier Hymne delphique, montrant clairement l'utilisation répétée de la mesē ou note centrale.

Selon Pöhlmann et West, un effet pentatonique archaïque est produit dans les tétracordes les plus bas en évitant le lichanos, tandis qu'au-dessus de la mesē, il y a une modulation entre un tétracorde chromatique conjoint (C D♭ D F) et un diatonique disjoint (D E♭ F G), prolongé par deux notes chromatiques supplémentaires, A♭ et A. (Un tétracorde est une série de quatre notes consécutives couvrant l'intervalle d'une quarte, par exemple C, B♭, A♭, G ; le lichanos ("corde de l'index") était la deuxième note d'un tétracorde descendant ; le tétracorde conjoint est le tétracorde dont la note la plus basse est la mésē ; et le tétracorde disjoint est celui dont la note la plus basse est la corde au-dessus de la mesē).

### Deuxième couplet
Le deuxième couplet décrit la présence de la délégation de l'Attique et le sacrifice qu'ils font d'encens arabe et de jeunes taureaux. Il mentionne également le son des instruments à vent (auloi) et de la lyre (kithara) accompagnant le sacrifice.
Dans ce couplet, il y a un changement de tonalité ; selon Pöhlmann et West, il passe du mode phrygien à l'hyperphrygien. Il y a une utilisation intensive des notes (D♭ et D), immédiatement au-dessus de la mesē, et il y a également une utilisation répétée de la note B♮ (écrite avec la lettre Ο (omicron) dans la notation grecque) immédiatement en dessous de la mesē. Les cordes de la lyre grecque (kithara) n'étaient pas accordées exactement de la même manière que celles d'un piano moderne, et les intervalles de C à D♭ et de D♭ à D étaient probablement inférieurs à un demi-ton moderne. Par conséquent, dans cette section, la musique erre autour d'un petit groupe de notes rapprochées. Le terme technique pour un groupe de notes rapprochées comme celui-ci est un pyknon (en).
Le texte dit :
« Voici, l'Attique avec sa grande ville (Athènes) est en prière, habitants de la terre invaincue de la déesse tritonienne armée (Athéna) ; et sur les saints autels, Héphaïstos (c'est-à-dire le feu) consume les cuisses des taurillons ; et avec la fumée, l'encens arabe monte au ciel. Et les auloi stridents et retentissants tissent une mélodie aux notes flottantes, et la kithara dorée à la voix douce se mêle au chant de louange. »

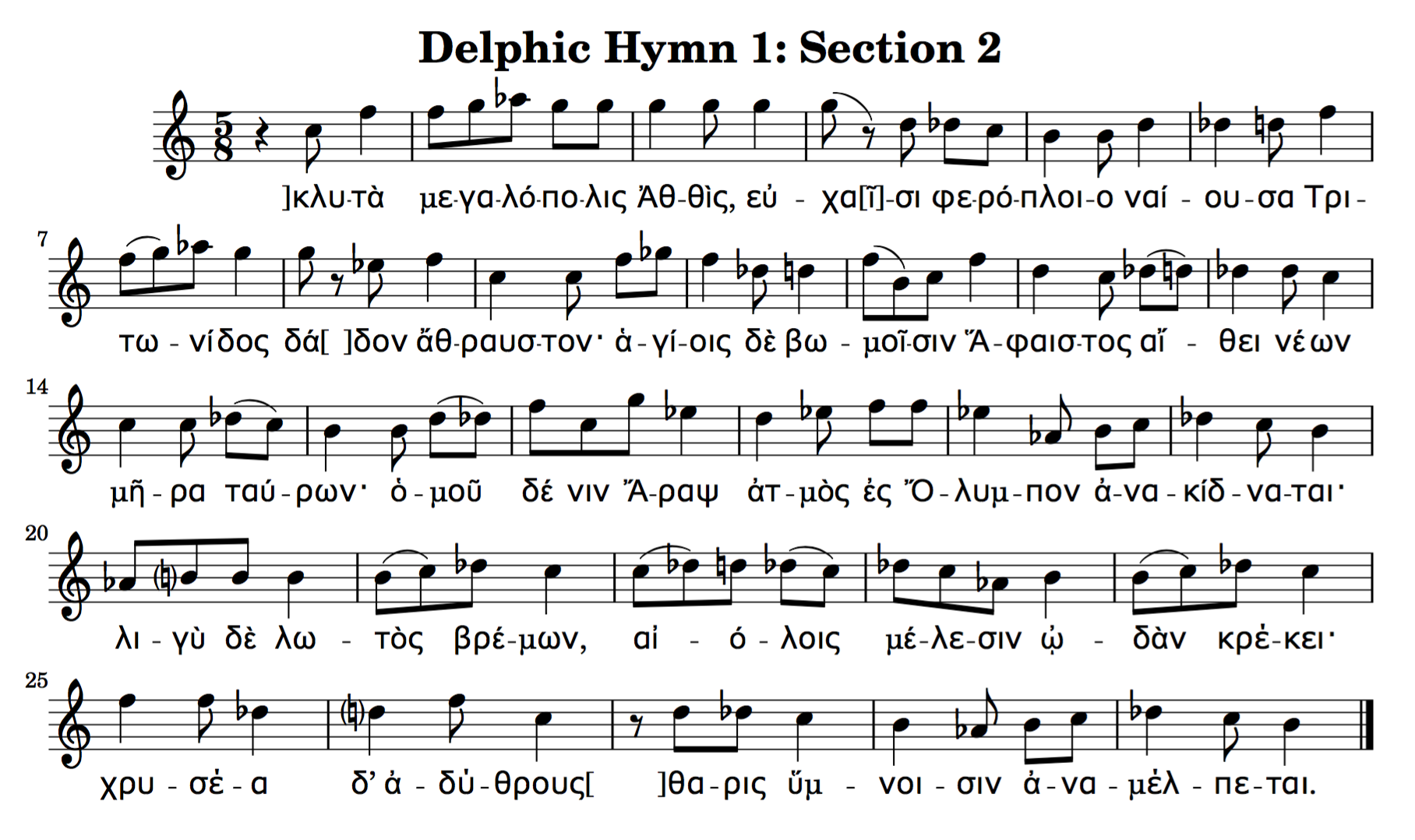
Le deuxième couplet du premier Hymne delphique transcrit en notation musicale moderne. La quatrième ligne, où la musique erre dans l'étroite gamme de notes du pyknon, décrit la mélodie de l’aulos ou tube.

La photographie ci-dessous montre une partie du deuxième couplet et le début du troisième tels qu'ils figurent sur l'inscription, commençant par le mot φερόπλοιο / pheróploio "portant des armes" et se terminant par Ἀθθίδα / Aththída "Attique".

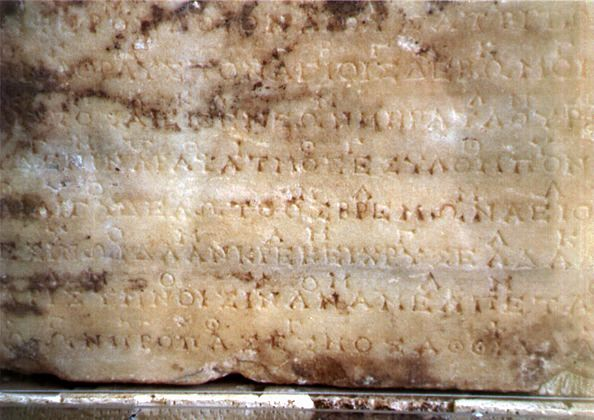
Photographie de la pierre originale de Delphes contenant le premier des deux Hymnes à Apollon. La notation musicale est la ligne de symboles occasionnels au-dessus de la ligne principale ininterrompue de lettres grecques.

### Troisième couplet

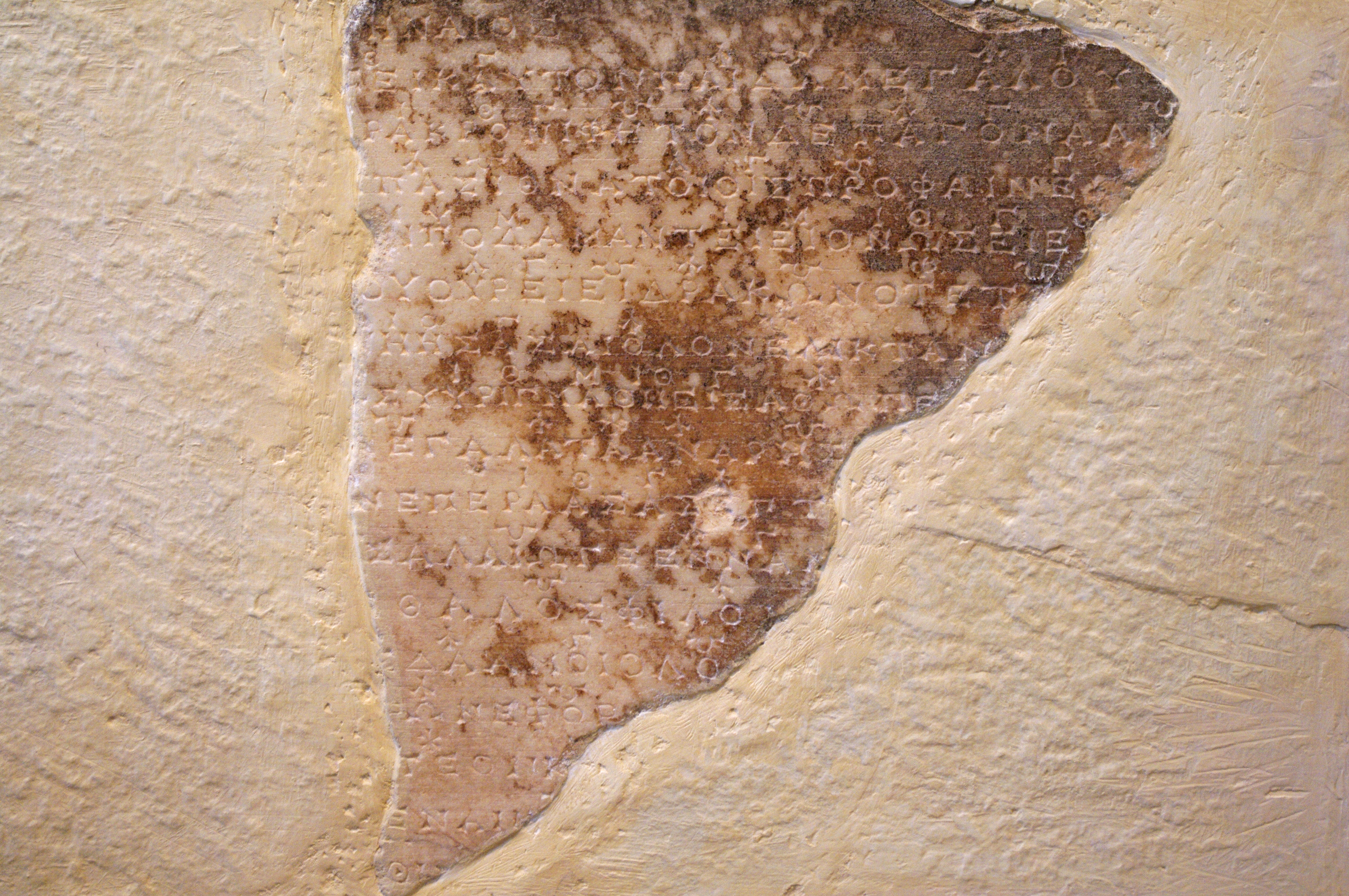
Premier Hymne delphique, 3e couplet.

Le troisième couplet est plutôt fragmentaire, avec plusieurs lacunes dans les mots et la musique, mais il en reste suffisamment pour lui donner un sens. Dans ce verset, les chanteurs s'adressent directement à Apollon et décrivent comment il a pris le contrôle du trépied prophétique à Delphes après avoir tué le serpent qui le gardait, et comment une fois il a contrecarré une armée d'envahisseurs gaulois (voir : Brennus (IIIe siècle av. J.-C.) ) .
Ce couplet reprend la même tonalité que le premier. Comme dans le premier couplet, les petits intervalles au-dessus et au-dessous de la mesē ne sont à nouveau pas utilisés. Il y a quelques sauts d'octave, et « le ton est brillant et clair ».

## SecondHymne delphique

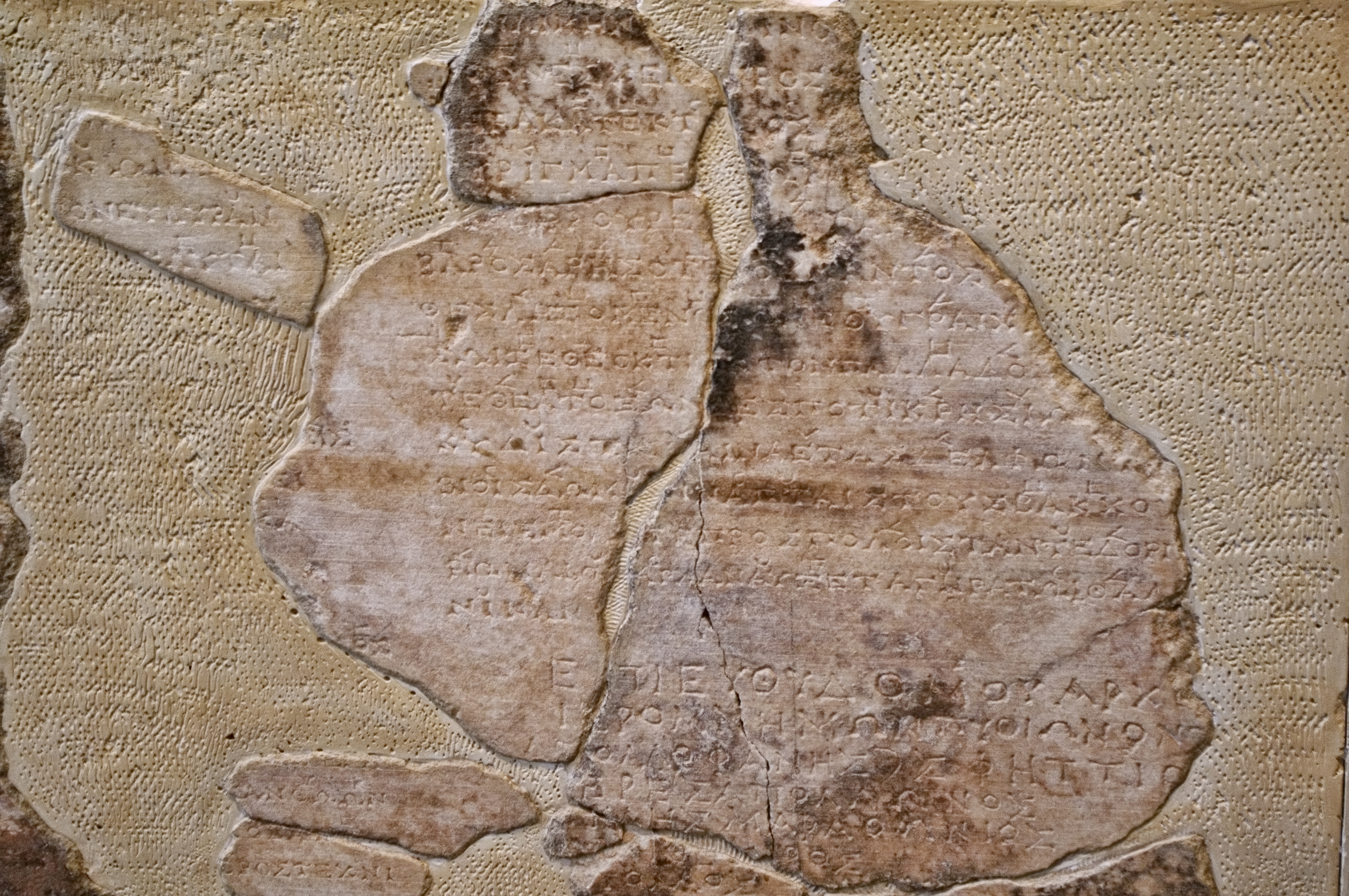
Second Hymne delphique.

Le second hymne, intitulé Péan et Prosodion au dieu, est décrit comme ayant été composé par Limēnios , fils de Thoinos, Athénien. Il se compose de dix sections en tout, les neuf premières en mètre crétique constituant l'hymne, tandis que la dixième, en rythmes éoliques (dimètres glyconiques et choriambes), est le prosodion. Un peu plus de lignes de la musique ont survécu que dans le premier hymne, mais il y a aussi de nombreuses lacunes où la pierre a été brisée. Le style et le sujet du second hymne sont similaires au premier, mais la notation musicale est différente. Dans cet hymne, les notes sont écrites avec les symboles utilisés par les instrumentistes (voir ci-dessous).
Pöhlmann et West divisent l'hymne en dix courtes sections, avec de fréquents changements de tonalité. Comme dans le premier Hymne delphique, la chanson s'ouvre en appelant les Muses à venir à Delphes pour se joindre au chant en l'honneur d'Apollon :

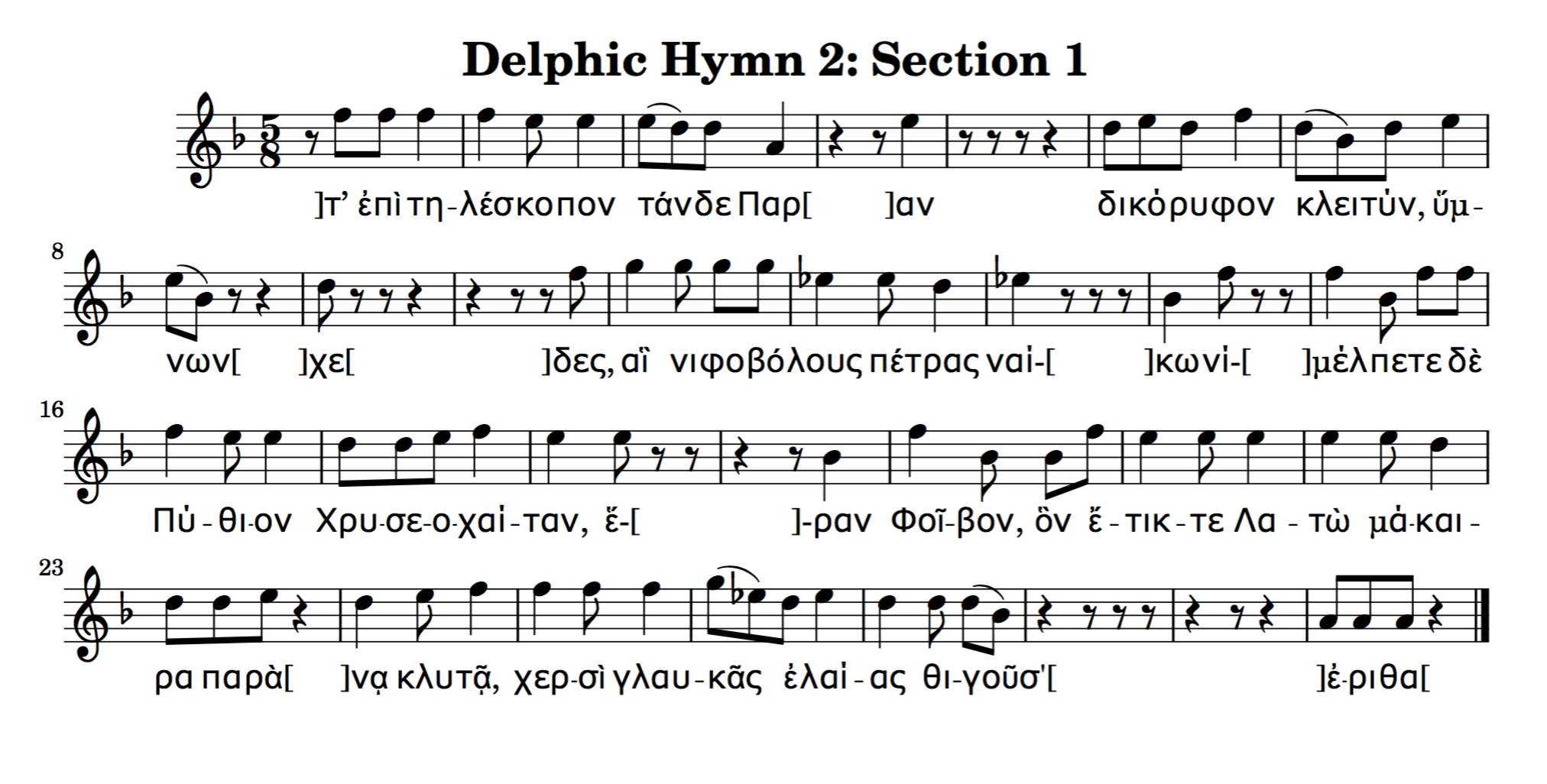
La première section du second Hymne delphique (Péan de Limēnios) transcrite en notation moderne. (Les endroits où la pierre est brisée ont été indiqués par des silences dans la musique.)

La première strophe a été traduite par J.G. Landels comme suit :
« Venez sur cette pente à deux sommets du Parnasse avec des vues lointaines, [où les danseurs sont les bienvenus], et [conduisez-moi dans mes chansons], déesses pieriennes qui habitent les rochers enneigés d' Helikon . Chantez en l'honneur de Pythian Phoebus, archer et musicien habile aux cheveux d'or, que la bienheureuse Leto a porté à côté du célèbre marais, saisissant de ses mains une branche robuste de l' olivier gris-vert dans son temps de travail. »
L'hymne décrit ensuite comment le ciel et la mer se sont réjouis de la naissance d'Apollon sur l'île de Délos, et comment Apollon, après sa naissance, a visité l'Attique ; depuis lors, les habitants de l'Attique se sont adressés à Apollon comme Pæan (guérisseur) (sections 2 à 5).
Tout comme dans le premier hymne, les chanteurs s'adressent ensuite à Apollon en l'appelant directement à venir et lui rappellent comment il a tué le Python qui gardait autrefois le trépied delphique et comment il a vaincu une fois une armée de Gaulois en maraude avec une tempête de neige (sections 6– 9).
La dernière partie de l'œuvre est le prosodion, ou hymne processionnel, dont le mètre passe du crétique (– u –, avec les variantes uuu – et – uuu) au glyconique (xx – uu – u –, avec la variante xx – u – uu –). (Le symbole - représente une longue syllabe, u une courte et xx une longue-longue, une longue-courte ou une courte-longue). Dans cette partie, les chanteurs supplient Apollon et sa sœur Artémis (« maîtresse des arcs crétois ») de protéger Athènes ainsi que Delphes, et ils terminent par une prière pour la domination continue de l'Empire romain victorieux.

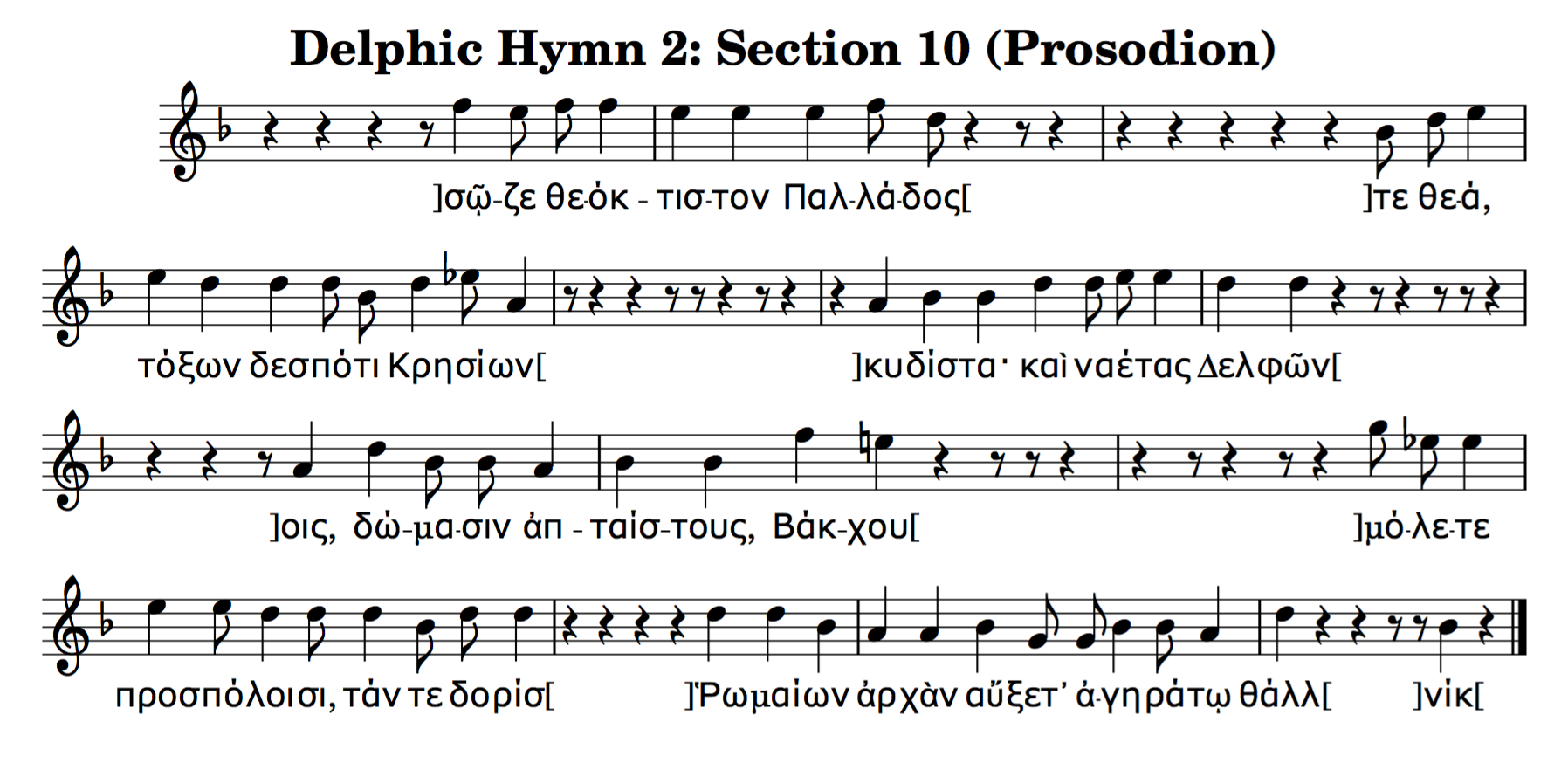
Une transcription en notation musicale moderne de la dernière section du deuxième hymne delphique, montrant son état fragmentaire. La « prière pour accroître l'Empire des Romains » est dans la dernière ligne.

Le deuxième hymne est composé dans une tonalité différente du premier hymne. La note centrale (mesē) de la première section est D (en notation conventionnelle), plutôt que C, ce qui en fait le mode lydien . [20] Sous la mesē se trouvent les notes A et B♭, et au-dessus se trouvent E, E♭, F et G.
Les notes utilisées dans la deuxième section sont différentes de la première section. B♭ est remplacé par B♮ ; E♭ et le G haut ne sont pas utilisés, et un bas E et un A haut sont ajoutés, de sorte que la gamme de notes est plus large. Une façon d'interpréter cela est de supposer que la musique est passée au mode hypolydien. Généralement, la mélodie monte et descend par petits pas, mais il y a parfois de grands sauts vers le bas E.
Selon Pöhlmann et West
, les modes des différentes sections apparaissent comme suit :
1. lydien ;
2. hypolydien ;
3. hypolydien ;
4. lydien chromatique ;
5. hypolydien ;
6. hypolydien ;
7. lydien chromatique ;
8. hypolydien ;
9. lydien ;
10. lydien.

## Notation musicale
Les symboles musicaux utilisés pour les hymnes peuvent être interprétés grâce à un traité d'Alypius (en), musicographe de l'Antiquité tardive (IIIe siècle de notre ère).
Deux notations musicales différentes ont été utilisées : l'une est une série de signes spéciaux, peut-être dérivés d'un alphabet archaïque, et l'autre simplement les 24 lettres de l'alphabet ionien. Le premier hymne utilise ce dernier système et le deuxième hymne le premier. Mais il était possible d'utiliser les deux systèmes en même temps ; si tel est le cas, les symboles spéciaux ont été utilisés pour l'accompagnement instrumental et l'alphabet ionique pour le chant lui-même.
Une raison suggérée pour la différence de notation dans les deux hymnes est que l'auteur du premier, Athenaios, est répertorié comme chanteur, tandis que l'auteur du second, Limenios, était un joueur de cithare. Une différence entre les deux notations est que les symboles du premier hymne sont placés au-dessus des voyelles, tandis que ceux du deuxième hymne sont principalement placés au-dessus des consonnes qui commencent les syllabes.

## Interprétations modernes
Ces hymnes ont été soigneusement examinés par des musicologues et de nombreux efforts ont été déployés pour les interpréter avec des répliques d'instruments de musique anciens. La première représentation publique moderne du premier hymne eut lieu en juin 1894, un an seulement après sa découverte, lors de la convention internationale d'athlétisme à l'Université de la Sorbonne à Paris pour l'établissement des Jeux olympiques modernes.

## Sources et références
1. ↑  Pöhlmann and West 2001, 71–72.
2. ↑  Weil 1893.
3. ↑  Reinach 1893.
4. ↑  Pöhlmann and West 2001, 70.
5. ↑  Bélis 1992, 48–49, 53–54.
6. 1 2  Pöhlmann and West 2001, 71.
7. ↑  Pöhlmann and West 2001, 70–71, 85.
8. ↑  Pöhlmann and West 2001, 7.
9. ↑  Brown and D'Angour 2017, 4.
10. ↑  Landels 1999, 96, 228.
11. 1 2  Pöhlmann and West 2001, 73.
12. ↑  Landels 1999, 90, 228.
13. ↑  Landels 1999, 230.
14. ↑  Landels 1999, 96, 227.
15. 1 2  Landels 1999, 231.
16. ↑  Pöhlmann and West 2001, 75, 85.
17. 1 2  Pöhlmann and West 2001, 85.
18. ↑  Landels 1999, 237.
19. ↑  Landels 1999, 243–5.
20. ↑  Landels 1999, 239.
21. ↑  Landels 1999, 207.
22. ↑  Reinach 1926, 161.
23. ↑  Landels 1999, 225.
24. ↑  Lucas 1974.

### Ouvrages utilisés comme sources
- Bélis, Annie (éd.). 1992. Corpus des inscriptions de Delphes , vol. 3 : "Les Hymnes à Apollon". Paris : De Boccard.  (ISBN 2-86958-051-7) .
- Brown, Barnaby et Armand D'Angour. 2017. Delphic Paean par Athenaios Athenaiou. Matériel d'exécution.
- Landels, John Gray, 1999. Musique dans la Grèce antique et Rome . Routledge.  (ISBN 0-203-04284-0) .
- Lucas, John A. "La Genèse des Jeux Olympiques Modernes : Les Conférences de la Sorbonne de 1892 et 1894". Un article présenté au troisième symposium canadien sur l'histoire du sport et de l'éducation physique, Université Dalhousie, Halifax, Nouvelle-Écosse, 19-21 août 1974. Réimprimé dans J. Segrave & D. Chu (eds) Olympism (1981).
- Pöhlmann, Egert et Martin L. West. 2001. Documents of Ancient Greek Music: The Extant Melodies and Fragments , édité et transcrit avec des commentaires par Egert Pöhlmann et Martin L. West. Oxford : Clarendon Press.  (ISBN 0-19-815223-X) .
- Reinach, Théodore . 1893. "La Musique des hymnes de Delphes". Bulletin de Correspondance Hellénique 17:584–610.
- Reinach, Théodore. 1926. "La Musique grecque". Paris : NP
- Warrack, John . 2013. " Mandikian, Arda (1924?–2009) ". Dictionnaire d'Oxford de biographie nationale . Oxford et New York : Oxford University Press (consulté le 7 septembre 2015). (abonnement requis)
- Bien, Henri. 1893. "Nouveaux fragments d'hymnes accompagnés de notes de musique". Bulletin de Correspondance Hellénique 17:569–83.

## Enregistrements
- Arda Mandikian a enregistré ces fragments à Delphes en 1950 [26].
- Musiques de l'Antiquité Grecque : De la Pierre au fils. Ensemble Kérylos, dirigé par Annie Bélis. K617, 1996. K617-069.
- D'Euripide aux premiers chrétiens : musiques de l'antiquité grecque et romaine . Ensemble Kérylos , dirigé par Annie Bélis . 2016. Les deux Hymnes sont joués, le premier est interprété par un baryton (Jan Jeroen Bredewold) avec tympanon (Annie Bélis), le second par un baryton-basse (Frédéric Albou) avec Kithara (Benoît Tessé) et Transverse Aulos ( Nathalie Berland ) .
- Musique de la Grèce antique . Orchestre OP et PO, dirigé par Christodoulos Halaris. Orata. ORANGM 2013.
- Musique des anciens Grecs . De Organographia (Gayle Stuwe Neuman, Philip Neuman et William Gavin). Pandourion Records, 1997. PRDC 1001.
- Musique de la Grèce antique . Atrium Musicæ de Madrid, Gregorio Paniagua, dir. Harmonia Mundi (France), 1979. HMA 1901015.